# 増山美知子
増山 美知子（ますやま みちこ、1932年1月24日 - 2023年4月18日）は、日本のソプラノ声楽家。大阪府出身。

## 人物
東京女子大学短期大学部卒業。同年、東京藝術大学音楽部声楽科入学。オペラ科を経て同大学卒業。在学中、矢田部勁吉に師事。ミラノではカンポ・ガリアーニ、ジュリー・テッス、ロゼッタ・エリーに師事。ドイツ系の曲は、中山悌一、ゲルハルト・ヒュッシュ、ヴァイセンボルンに師事。
安宅賞受賞2回。国際芸術文化賞受賞。アメリカよりフェローの称号を受ける。文化庁長官表彰受賞。2006年11月9日、園遊会に招待され、当時の天皇・皇后より「お言葉」を賜る。二期会会員、日本演奏連盟会員、日伊音楽協会会員、日独協会会員。
日本演奏連盟助成金『増山美知子奨励ニューアーティストシリーズ』を支援。

## 演奏活動
オペラでは「カルメン」のフラスキーター（指揮：秋山和慶 / 演出：栗山昌良 / 大阪府芸術祭賞受賞）、「イェヌーファ」（指揮：若杉弘 / 演出：プシェミル・コチ）の村長夫人、「魔笛」のパミーナ等に出演。「第九」のソプラノ独唱の他、オーケストラ伴奏によるモーツァルト「レクイエム」、ヴェルディ「レクイエム」、シューベルト「レクイエム」、ペルゴレージ「スターバト・マーテル」、「クリスマス・オラトリオ」、「メサイア」ソプラノ独唱を歌う。
これまで行ったリサイタルで主なものは、アルノルト・シェーンベルクの日本初演をはじめ、ドイツ・リートとアリア、日本歌曲とアリア、イタリア歌曲とアリア、日本歌曲と日本のオペラ・アリア、オットリーノ・レスピーギ歌曲のみ（1980年度文化庁芸術祭参加）、フランコ・アルファーノ歌曲のみのリサイタルなどがある。
海外で活動する（後述）一方で、日本国内では、朝日新聞社主催・宮城道雄生誕100年記念のリサイタル、国際芸術文化賞受賞記念として「子供の不思議な角笛」演奏（作曲：マーラー / 全曲演奏：東京交響楽団）、大垣商工会議所主催のリサイタル、北海道電力コンサート、宇部好楽協会の招きによるリサイタルなど、地方都市でのリサイタルもこなしている。また、1974年から1990年まで17年間、年1回から2回の割合で、主要オーケストラと共演してオペラアリアを歌った。ほかに、紀尾井ホールのニューイヤーコンサートや、東京オペラシティコンサートホールでの音楽会など、精力的に活動している。NHK-BS2「日本の叙情歌」などでテレビ出演もしている。
2011年7月31日、東日本大震災のためのチャリティーコンサート（ドイツ文化会館）で、12名のトリとして4曲を歌う。同年11月9日と10日には日本とドイツの友好条約150周年を記念して、フランクフルトのボンハイム劇場（800人収容）で4曲を歌う。2012年11月15日にはリサイタルでも、二期会創立60周年を祝して、日本歌曲「みんなの歌」10曲とスペインで新しく学んだ「スペイン歌曲」11曲を、第53回目リサイタルとして東京銀座・王子ホールにて行った。

### 海外での活動
- 1985年
  - ニューヨークのカーネギー・ホールにて、東京都・ニューヨーク市姉妹都市25周年記念事業として、日本歌曲および日本のオペラアリア23曲を独唱。「Excellent Recital」と評され、立ち見まで出るほどとなり、大成功と言われた。Bプロとして、ニューヨーク市内でリサイタル。
  - ブダペスト（ハンガリー）、インスブルック（オーストリア）の夏の音楽祭に招かれる。
  - ストックホルム文化会館（スウェーデン）、ロヴァニエミ（フィンランド）の冬のクリスマス音楽祭に招かれる。
- 1987年
  - マントヴァ（イタリア）にて、カンポ・ガリアーニの伴奏で歌う。
- 1988年
  - インスブルック、ウィーン、スペレート（イタリア）カルカッサン（フランス）、パリで演奏。
- 1989年
  - ワルシャワ（ポーランド）、ブダペスト（ハンガリー）で9回演奏。
  - ソウル（韓国）の世宗文化会館で日韓親善オペラコンサートに出演。
- 1990年
  - 昨年の成功により、パデレフスキー国際フェスティバル（ポーランド）のリサイタルに招かれ、ワルシャワ、ソフアーチェフ、タルノフ他で演奏。成功により急遽、ポーランド国営テレビに出演。
- 1991年
  - プラハ（チェコ）のヤナーチェク・ホール、ウィーン（オーストリア）のベーゼンドルファー・ホール、ブダペスト（ハンガリー）の文化会館ホール、フライブルク（ドイツ）のシュトゥーベンハウスホール、ケルン（ドイツ）の文化会館にて連続演奏。
- 1993年
  - 1991年のドイツでの成功によりリサイタルが決まる。琴と尺八の伴奏の希望をだされる。
  - フライブルク（ドイツ）、バードゼッキンゲン（ドイツ）、バーゼル（スイス）にてリサイタル。琴：牧瀬裕里子、尺八：山本将山との演奏。
- 1994年
  - 昨年の成功により、同上地区にて、オペラアリア、ドイツリード、日本歌曲でのリサイタル。
- 1996年
  - ケルンでの演奏を聴いたベルリン音楽大学の教授の推薦により、政府主催「イタリアにおける日本」リサイタルで、ローマの文化会館、トリノ（イタリア）ゲーテ協会のホールにて演奏。引き続き、チューリッヒ（スイス）では日本の村田光平ほか各国の大使、要人を前に演奏。
- 1999年
  - 政府主催「ドイツ年」では、デュッセルドルフとベルリンでリサイタルを行う。この模様がNHKベルリン支局によりドイツと日本で放送され、『朝日新聞』「ベルリン発」でも取り上げられた。
- 2001年
  - パリ（フランス）とブカレスト（ルーマニア）で演奏。
- 2003年
  - 政府主催「ASEAN」年として、シンガポールのヴィクトリア・ホールと、マレーシアのパングンパンダラヤホールにてリサイタル。
- 2006年
  - 政府主催「オーストラリア年」として、大使館主催のリサイタルをパースとメルボルンで、オーストラリア国歌、現代の作品等を演奏。
- 2007年
  - 在インド日本大使館(Embassy of Japan in India)「インド年」として、ニューデリーとプネでリサイタル。

## アルバム
CD関係は、オットリーノ・レスピーギ歌曲のLPに次いで、1993年の「宮城道雄作品大全集」のうち、歌曲の部で録音に参加、ビクターより発売。2011年の二期会メンバーのプリマ・ドンナたちによる美しき日本語の歌、「なごみの歳時記」COCQ-84829コロムビアに選ばれる。
コロムビアより発売されたCDとしては、「日本歌曲集」（1995年）や「アルファーノ歌曲集」（1996年）、「金子みすずを歌う」（2005年）がある。
- 愛唱歌集（COCO-78666、1995年9月21日、日本コロムビア） 
  1. はる (團伊玖磨)
  2. 九十九里浜 (平井康三郎)
  3. 椰子の実 (大中寅二)
  4. 松島音頭 (山田耕筰)
  5. 「亡き子に」〜悲歌〈海の幻〉 (箕作秋吉)
  6. たんぽぽ (中田喜直)
  7. サルビア (同)
  8. 「こどものための8つのうた」〜おやすみなさい (同)
  9. 旅上 (團伊玖磨)
  10. 淡雪の歌 (平井康三郎)
  11. 「わがうた」〜紫陽花 (團伊玖磨)
  12. 飛騨高原の早春 (小林秀雄)
  13. 瞳 (同)
  14. 空 (同)
  15. 「四つの秋の歌」〜忘れられた海 (三善晃)
  16. 同〜林のなか (同)
  17. 静かな雨の夜に (遠藤雅夫)
  18. 見上げてごらん夜の星を (いずみたく)
  19. 夜明けのうた (同)
  20. 星に願いを (ハーライン)

- アルファーノ歌曲集（COCO-78793、1996年1月20日、日本コロムビア、作曲：フランコ・アルファーノ）
  1. 彼はつぶやいた、愛する人よ目をあげなさい。
  2. 3つの歌〜幸福 / メッセージ / ナポリの古い子守唄
  3. 2つのナポリの歌〜恋人よ / アッスンタ
  4. 3つの新しい詩〜真夜中の子守唄 / メロディ
  5. 歌劇「復活」〜燐れみ深い神よ
  6. 3つの叙情歌〜どうして曙に… / 最後の唄を歌い終えなさい… / 毎日毎日…
  7. ダゴールによる新しい叙情唄〜どうしてあなたはそこに座って / 麝香鹿のように私は走る
  8. 7つの叙情歌〜あの方は来て私のそばに座った / あなたは玉座から降りて / 私は知らない
  9. 彼の足音をききませんでしたか
  10. 夜と魂
  11. 声とピアノのための叙情歌〜光よ

## 論文
- 増山美知子「発声について」『研究紀要』第9巻、東京音楽大学、1984年、24-53頁、CRID 1050282812614205952。
  - 現在CiNiiとして、国立国会図書館に登録されている。これを簡略化した書籍が『発声のABC』第7巻（ISBN 4-276-02307-6）として音楽之友社より発売された。